# Brzezinka (Oleśnica)

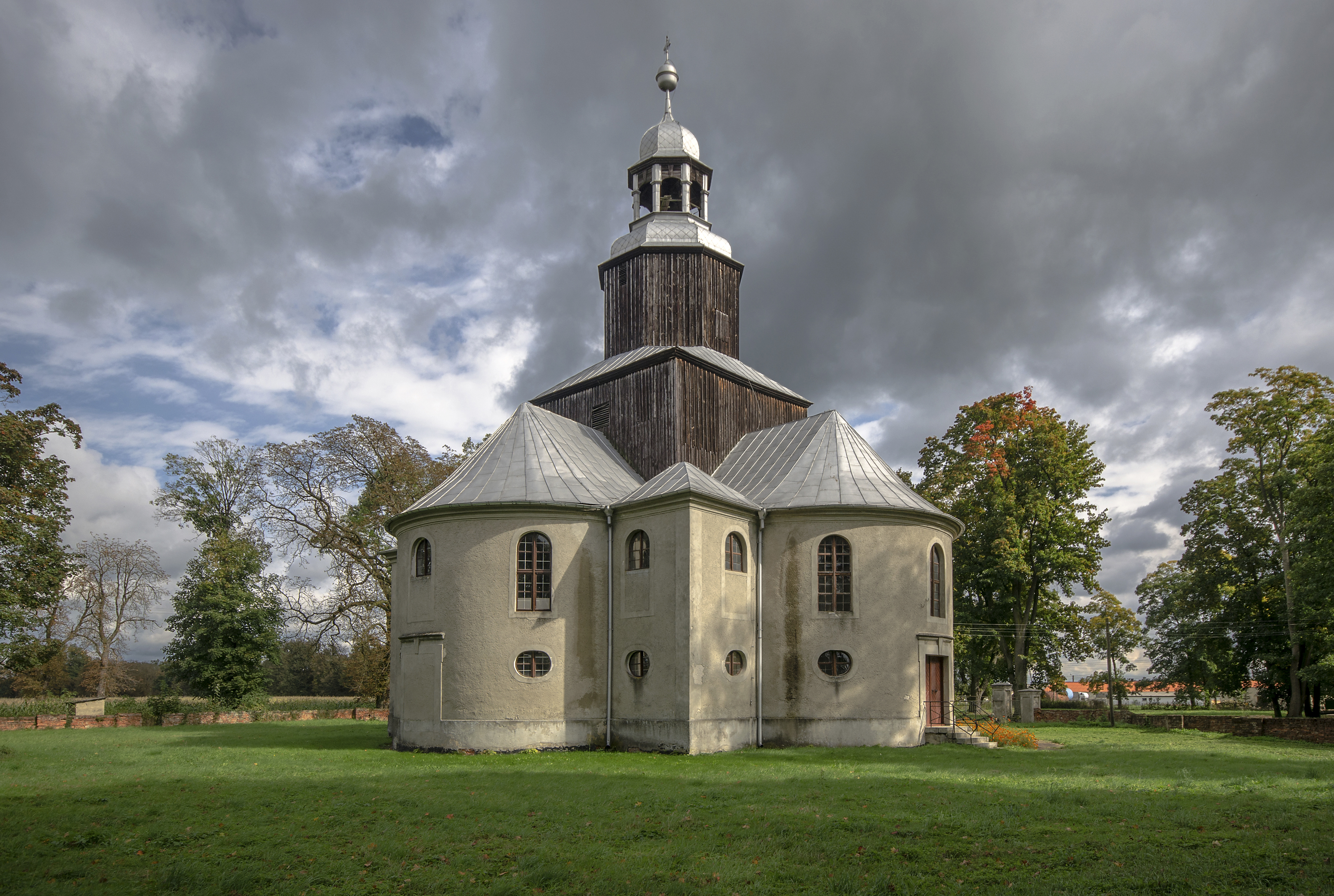
Mariä-Himmelfahrt-Kirche in Brzezinka

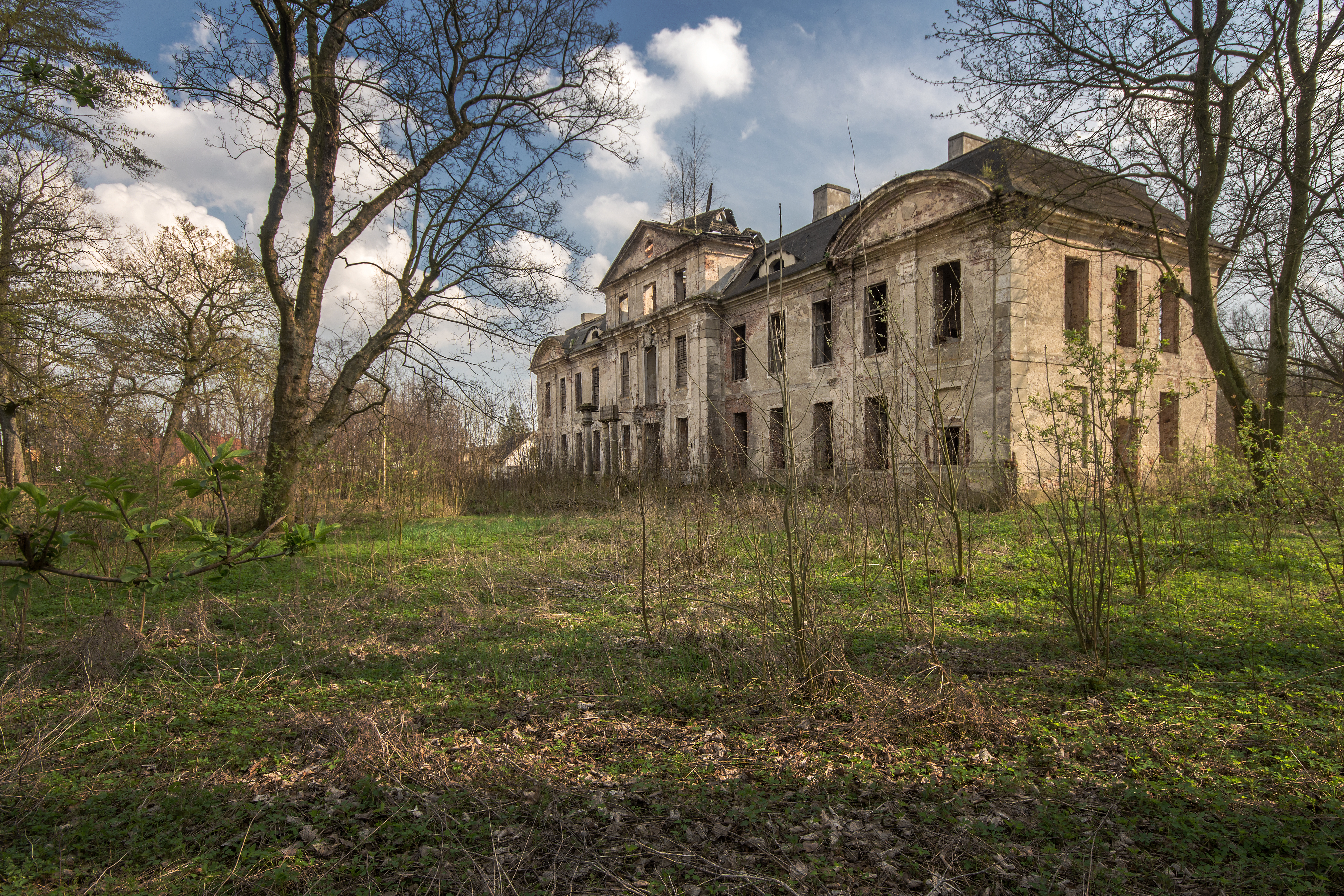
Ruine des Schlosses Briese

Brzezinka (deutsch Briese) ist ein Dorf mit ca. 320 Einwohnern in der Gemeinde Oleśnica im Powiat Oleśnicki in der Woiwodschaft Niederschlesien. Es liegt zehn Kilometer nordöstlich von Oleśnica (Oels).

## Geschichte
Briese war ein Majorat der Reichsgrafen von Kospoth. 1664 starb hier Silvius Nimrod, Herzog von Oels, an einem Schlaganfall.

## Sehenswürdigkeiten
- Die Römisch-katholische Kirche Mariä Himmelfahrt (Kościół Wniebowzięcia Najświętszej Marii Panny) wurde wahrscheinlich zwischen 1736 und 1741 errichtet. Im Inneren sind Grabmäler von Hans von Strachwitz († 1591) und Ursula Helene von Gellhorn († 1690). Das Gebäude wurde seit der Reformation bis 1945 von evangelischen Gläubigen als Pfarrkirche benutzt.[1]

- Das Schloss Briese wurde ab 1725 für die Brüder Carl Christian und Joachim Wenzel von Kospoth und dann 1729–1751 für ihre dreimal verheiratete Nichte Anna Sophie von Erbach (1708–1759)[2] nach Entwurf des Architekten Johann Blasius Peintner. Die reiche Innenausstattung schufen der Bildhauer Johann Albrecht Siegwitz und der Steinmetz Johann Adam Karinger sowie die italienischen Stuckatoren Taroni und Brentani sowie der Flame Franz de Beckers. Der eingeschossige Bau mit dem überhöhten Mittelbau, in dem sich das Vestibül mit der Paradetreppe, der Gartensaal im Parterre und der große Saal im Obergeschoss befinden, gehörte zu den wenigen schlesischen Residenzen des 18. Jahrhunderts mit einer spätbarocken Raumlösung mit zahlreichen Portalen, Kaminen und Stuckdekorationen. Die gesamte Schlossanlage mit dem im französischen Stil gestalteten Park mit zahlreichen Skulpturen ist für Schlesien ungewöhnlich. 1950 wurden 25 der Skulpturen in den Park des Schlosses Wilanów in Warschau verbracht. Das Schloss befindet sich in einem ruinösen Zustand.

## Söhne und Töchter vom Ort
- August Ferdinand Mandel (1771–1846), Architekt, Baubeamter, Hochschullehrer
- Konrad Materne (1815–1882), Religionslehrer
- Karl August Graf von Kospoth (1836–1928), Standesherr, Politiker, Mitglied des Preußischen Herrenhauses